# Kish
Kish (sumerisk: Kiš) kileskrift: 𒆧𒆠er en sumerisk oldtidsby i Mesopotamien ved floden Eufrat, og den er i dag byen Tell al-Uhaymir i Iraks provins Babil. Kish er beliggende omkring 12 km øst for Babylon, og 80 km syd for Bagdad.
Kish nævnes i gamle sumeriske kongelister som bostedet for det første kongelige dynasti efter en stor oversvømmelse. Stedet blev undersøgt af den franske arkæolog Henri de Genouillac mellem 1912 og 1914, og senere af Stephen Langdon mellem 1923 og 1933. I byen har arkæologiske udgravninger afdækket blandt andet gravpladser, en ziggurat til ære for byguden Zababa og et tempel tilegnet gudinden Inanna.

## Historie
I Jemdet Nasr-perioden, ca. 3.100 f.Kr., var Kish okkuperet, men fik opgang som en af de voksende magter i regionen i den tidlige dynastiske periode.
Den sumeriske kongeliste hævder, at Kish var den første by, som havde konger efter oversvømmelsen, begyndende med Jushur. Hans efterfølger benævnes Kullassina-bel, men der er en sætning i akkadisk, som betyder "de alle er herrer", og en del forskere har foreslået, at betegnelsen kan have haft til hensigt at markere fraværet af en central autoritet i Kish i en periode. Navnene på de næste ni konger i Kish forud for Etana er alle akkadiske ord for forskellige dyr, eksempelvis er Zuqaqip en "skorpion". Det semittiske væsen af disse og andre tidlige navne associerede med Kish viser, at dens befolkning tidligt havde en betydelig semitisk komponent i den nedtegnede historie.
Den tolvte konge af Kish på kongelisten, Etana, er bemærket som "hyrden som steg op til himmelen og samlede alle udenlandske lande". Selv om hans styre endnu ikke er bevidnet arkæologisk, er hans navn fundet på senere skrifttavler, og Etana er tidvis betragtet som den første af kongerne og selve grundlæggeren af Kish. Den 21. konge på listen, Enmebaragesi, skal have erobret Elam, og han er det første på listen, som er bekræftet genne arkæologiske fund fra hans styre. Han er også kendt gennem andre litterære omtaler, hvor han og hans søn Aga af Kish er portrætterede som samtidige rivaler af Dumuzid, fiskeren og Gilgamesh, tidlige herskere af Uruk.
En del tidlige konger af Kish er kendt via arkæologi, men er ikke nævnt ved navn på kongelisten. Blandt disse er Utug (eller Uhub), som skal have forsvaret bystaten Hamazi i dets tidligste dage, og Mesilim, som byggede templerne i Adab og Lagasj, hvor det synes som om han udøvede herredømme.
Det tredje dynasti i Kish er unikt i og med at det begynder med en kvinde som "konge", Kubau, en tidligere en værtinde i et værtshus. Hun blev senere guddommeliggjort som gudinden Kheba.
Derefter, selv om dets militære og økonomiske magt var aftagende, beholdt Kish en stærk politisk og symbolsk betydning. Akkurat som Nippur i syd var kontrol over Kish et hovedelement for at legitimere dominans i nord. På grund af byens symbolske værdi lagde stærke herskere senere til den traditionelle titel "konge af Kish", selv om de var fra Akkad, Ur eller Babylon. En af de tidligste, som tog denne titel ved at underlægge sig Kish, var kong Mesannepada fra Ur. Også navnene på nogen få guvernører af Kish for andre herskere er kendt.
Sargon af Akkad kom fra området ved Kish.
Byens skytsgud var Zababa (eller Zamama) i akkadiske tider, sammen med gudens hustru, Inanna.
Kish fortsatte med at være okkuperet gennem de gammelbabylonske, kassittiske og nyassyriske perioder og ind i klassisk tid, før byen til sidst blev forladt.

## Arkæologi
Kish som arkæologisk sted er et ovalt område som dækker omkring 8 km x 3 km, krydset af tørre tidligere flodsenge af floden Eufrat, bestående af henved 40 dæmninger eller jordhaver, de største er Uhaimir og Ingharra. De andre kendte dæmninger er:
- Tell Uhaimir; antaget at være lokaliseringen af byen Kish. Navnet betyder "det røde" efter de røde mursten i zigguraten der.
- Tell Ingharra; antaget at være lokaliseringen af Hursagkalamma, øst for Kish, hvor et tempel for Inanna ligger.[3]
- Tell Khazneh
- Tell el-Bender; har materiale fra Partia.
- Jordhaug W; hvor et antal nyassyriske skrifttavler er blevet fundet.

Efter, at ulovlige udgravninger af tavler begyndte i begyndelsen af 1900-tallet, identificerede den franske arkæolog François Thureau-Dangin stedet som Kish. Disse tavler endte i en række museer.
En fransk arkæologisk gruppe under Henri de Genouillac foretog udgravninger ved Kish mellem 1912 og 1914. De afdækkede omkring 1400 gammelbabylonske tavler, som blev fordelt mellem Istanbuls arkæologiske museum og Louvre i Paris. En senere fælles feltgruppe under ledelse af Stephen Langdon, som arbejdede fra 1923 og frem til 1933, afdækkede fund, som blev delt mellem Chicago og Ashmolean Museum i Oxford.

De faktiske udgravninger af Kish blev indledningsvis udført af E. MacKay og senere af L. C. Watelin. Arbejde med levninger fra fauna og flora blev udført af antropologen og arkæologen Henry Field.

Senere har en gruppe fra universitetet Kokushikan i Japan ledet af Ken Matsumoto foretaget udgravninger ved Kish i 1988, 2000, og 2001. Den sidstnævnte sæson varede kun en uge.